# Robert Golob
Robert Golob [róbert golób], slovenski elektroinženir, poslovnež in politik, trenutni predsednik vlade Republike Slovenije ter trenutni predsednik Gibanja Svoboda, * 23. januar 1967, Šempeter pri Gorici.
Golob je po končanem doktoratu na fakulteti za elektrotehniko v Ljubljani leta 1994 svojo kariero začel kot Fulbrightov štipendist na Georgia Institute of Technology v Atlanti. V času tretje Drnovškove vlade je bil leta 1998 imenovan za vodjo slovenske pogajalske skupine na področju energetike. Leto pozneje se je včlanil v Liberalno demokracijo Slovenije (LDS) ter med majem 1999 in junijem 2000 služil kot državni sekretar na ministrstvu za gospodarske dejavnosti. V letu 2004 je soustanovil energetsko podjetje GEN-I ter dve leti pozneje postal predsednik uprave podjetja in na položaju ostal do leta 2021. V vmesnem času je bil še naprej aktiven v politiki, tako da je leta 2011 postal podpredsednik stranke Pozitivna Slovenija (PS), kasneje pa podpredsednik stranke Zavezništvo Alenke Bratušek (SAB). Po SAB-ovem slabem rezultatu na volitvah leta 2014 je v politiki več let ostal aktiven le na lokalni ravni v Mestni občini Nova Gorica. 
V začetku januarja 2022 je po več mesecih namigov o vrnitvi v državno politiko napovedal kandidaturo za mesto predsednika stranke Z.DEJ, ki jo je kmalu po zmagi kot novi predsednik stranke preimenoval v Gibanje Svoboda (GS). 24. aprila 2022 je z GS zmagal na rednih državnozborskih volitvah. Stranka je osvojila 41 poslanskih mandatov, kar je največ v zgodovini samostojne Slovenije. 25. maja 2022 je Državni zbor Goloba izvolil za predsednika Vlade Republike Slovenije. 15. vlada republike Slovenije je v koaliciji Gibanja Svoboda, Socialnih demokratov (SD) in Levice mandat nastopila 1. junija 2022. 
Kot predsednik vlade je Golob nadzoroval odziv Slovenije na rusko invazijo na Ukrajino in posledično energetsko krizo. Nadzoroval je znatno povečanje slovenskega obrambnega proračuna in zavezo do izpolnitve Natovih dveh odstotkov do leta 2030, pošiljke orožja Ukrajini in prekinitev dobave ruskega plina v Slovenijo. Kot odziv na vojno med Izraelom in Hamasom je pod njegovim vodstvom Slovenija junija 2024 Palestino priznala kot samostojno državo. 

## Mladost in izobraževanje
Robert Golob se je rodil 23. januarja 1967 v Šempetru pri Gorici. Njegov oče Valentin Golob je bil med letoma 1976 in 2022 vodja Soških elektrarn. Robert je bil v šempetrsko osnovno šolo vpisan leto pred vrstniki, kasneje je preskočil tudi četrti razred, po osnovni šoli pa se vpisal na Gimnazijo Nova Gorica. Študiral je na Fakulteti za elektrotehniko, kjer je leta 1989 diplomiral. Magistriral je tri leta pozneje, doktoriral pa leta 1994 pri 27 letih. Po končanem doktoratu je kot Fulbrightov štipendist gostoval na Georgia Institute of Technology v Atlanti.

## Poslovna kariera
Leta 2004 je soustanovil podjetje GEN-I. Leta 2006 je postal predsednik uprave podjetja in na položaju ostal do leta 2021.

## Politična kariera
V procesu vstopanja Slovenije v Evropsko unijo je bil Golob leta 1998 imenovan za vodjo slovenske pogajalske skupine na področju energetike. Med majem 1999 in junijem 2000 je bil državni sekretar Republike Slovenije na Ministrstvu za gospodarske dejavnosti Republike Slovenije, med letoma 1999 in 2002 tudi član Liberalne demokracije Slovenije. Leta 2011 je postal podpredsednik stranke Pozitivna Slovenija, kasneje pa podpredsednik stranke Zavezništvo Alenke Bratušek. Po slabem nastopu stranke na volitvah leta 2014 se je oddaljil od politike na državni ravni in ostal aktiven le na lokalni ravni v Mestni občini Nova Gorica; med letoma 2010 in 2014 je bil predsednik Krajevne skupnosti Kromberk-Loke, njen član pa je ostal do leta 2022.

### Gibanje Svoboda (2022–)
24. januarja 2022 je po več mesecih namigov o vrnitvi v državno politiko napovedal kandidaturo za mesto predsednika stranke Z.DEJ. Na kongresu je tudi preimenoval stranko, ki se od takrat imenuje Gibanje Svoboda. 1. februarja 2022 se je sestal s strankami Koalicije ustavnega loka na skupnem sestanku. Golobova stranka se je kmalu uvrstila na prva mesta javnomnenjskih anket, na prvem mestu se je izmenjevala s Slovensko demokratsko stranko.
20. aprila 2022 je sporočil, da se je okužil z novim koronavirusom, zaradi česar je aktivnosti v zadnjem tednu kampanje izvajal večinoma na daljavo.
24. aprila 2022 je z Gibanjem Svoboda zmagal na državnozborskih volitvah, njegova stranka je osvojila 41 poslanskih mandatov, kar je največ v zgodovini samostojne Slovenije. Dva dni po volitvah se je Robert Golob sestal s predsednikom republike Borutom Pahorjem in istega dne še s predsednico SD Tanjo Fajon. Napovedal je, da bi novo vlado sestavil v mesecu dni in da bi se lahko njena velikost čez čas spreminjala, tudi do ustavne večine. Izključil ni niti povezovanja s strankama Koalicije ustavnega loka, ki sta ostali zunaj parlamenta – Stranko Alenke Bratušek in Listo Marjana Šarca.

### Predsednik vlade
25. maja 2022 je Državni zbor Republike Slovenije Roberta Goloba izvolil za predsednika Vlade Republike Slovenije. 15. vlada Republike Slovenije je bila v Državnem zboru Republike Slovenije potrjena 1. junija 2022. Začetek njegovega mandata je zaznamovala draginja, predvsem na področju energetike ter stanje v zdravstvu, povezano z COVID-19. Sredi decembra 2022 so v javnost prišle informacije, da naj bi Nacionalni preiskovalni urad preiskoval poslovanje družbe Gen-I, med vpletenimi tudi Roberta Goloba.
Kot enega od ciljev svojega mandata je Robert Golob postavil zdravstveno reformo. Eden vidnejših ukrepov je bil ukinitev dopolnilnega zdravstvenega zavarovanja. Zdravstveni minister Danijel Bešič Loredan je bil večkrat deležen kritik opozicije in tudi vodjo strateškega sveta Erika Breclja, a mu je Golob izražal podporo. 7. julija 2023 je Danijel Bešič Loredan podpisal odstopno izjavo. Kot je dejal, mu jo je v podpis podal Golob. Slednji je v izjavi pojasnil, da imata z Loredanom različne poglede na to, na kakšen način krepiti javno zdravstvo. Bešič Loredanu je mandat uradno prenehal 13. julija, njegovo funkcijo pa je začasno prevzel premier Robert Golob sam. Jeseni 2023 je Golob odslovil še dva ministra, in sicer ministra za naravne vire in prostor Uroša Brežana ter ministrico za kmetijstvo, gozdarstvo in prehrano Ireno Šinko.
Ob nastopu vlade je Golob napovedal tudi širitev števila ministrstev. Noveliran zakon o vladi je bil sicer sprejet že 22. junija 2022, a je Slovenska demokratska stranka zbrala dovolj podpisov za razpis referenduma. Potekal je 27. novembra 2022, volivci pa so novelo 56,69 odstotno podprli. Golobova vlada je spremembo udejanjila šele po novem letu. Spremenile so se pristojnosti nekaterih obstoječih ministrstev, ustanovljena pa so bila tudi tri nova: ministrstvo za solidarno prihodnost, ministrstvo za visoko šolstvo, znanost in inovacije ter ministrstvo za okolje, podnebje in energijo. S tem je vlada imela 19 ministrstev in en vladni urad.
Po seji sveta stranke je Golob 24. oktobra 2023 napovedal možnost rekonstrukcije vlade, s katero bi zmanjšali število ministrstev, s tem pa povečali učinkovitost vlade.

#### Kazenska ovadba
Tatjana Bobnar je po odstopu z mesta notranje ministrice večkrat opozorila na domnevno politično vmešavanje Goloba v delo policije. Oktobra 2023 je pred preiskovalno komisijo izpostavila, da je predsednik vlade od nje zahteval določene kadrovske menjave na policiji ter očiščenje »janšistov«. Golob je potrdil nekatere njene navedbe, druge pa označil za neutemeljene. Prav tako se je pojavila neuradna informacija, da naj bi Golob odložil prijetje dveh ruskih vohunov, kar je premier zanikal.

Novembra 2023 je Komisija za preprečevanje korupcije zaradi domnevnih pritiskov na Bobnarjevo začela preiskavo zoper Goloba zaradi suma kršitve integritete. Oktobra 2024 je Slovenska policija na tožilstvo podala kazensko ovadbo zoper Goloba, kar je premier označil za politično motivirano. Poleg tega so bile izpostavljene neskladnosti v njegovih javnih izjavah o srečanjih z Bobnarjevo, kar je kasneje pripisal lapsusu.

#### Afera Karigador
Aprila 2025 se je predsednik vlade znašel v središču nove afere, ko je bil deležen očitkov o morebitnem konfliktu interesov. V javnosti so se pojavila vprašanja, ali je v zameno za bivanje v zasebni hiši podjetnika Tomaža Subotiča v hrvaški Istri, vlada tega imenovala v sveta zavodov Psihiatrične klinike Ljubljana in Splošne bolnišnice Celje. Komisija za preprečevanje korupcije (KPK) je zadevo uvrstila v svoj nadzorni postopek, Golob pa je očitke zavrnil, jih označil za politično motivirane in poudaril, da gre za zasebno prijateljsko vez. V odzivu za javnost je navedel, da se s tem preusmerja pozornost od ključnih vladnih reform.

## Zasebno življenje
Preko trideset let je bil poročen z Jano Nemec Golob, s katero sta se kasneje ločila. V zakonu so se jima rodili trije otroci. Od jeseni 2022 živi s partnerko Tino Gaber v Ljubljani.